# Frederik 1. af Brandenburg
Frederik 1. af Brandenburg, ty: Friedrich (21. september 1371 – 20. september 1440), var kurfyrste af Brandenburg fra 1417. Han var det første medlem af Huset Hohenzollern som regerede Brandenburg.
- Wikimedia Commons har flere filer relateret til Frederik 1. af Brandenburg